# Chtouka-Aït Baha
Chtouka-Aït Baha is een provincie in de Marokkaanse regio Souss-Massa-Daraâ.
Chtouka-Aït Baha telt 297.245 inwoners.

## Grootste plaatsen
| Plaats       | Inwoners | Inwoners |
| Plaats       | (1994)   | (2004)   |
| ------------ | -------- | -------- |
| Ait Amira    | ?        | 47.458   |
| Ouad Essafa  | ?        | 39.386   |
| Biougra      | 13.885   | 25.928   |
| Sidi Bibi    | ?        | 24.639   |
| Belfaa       | ?        | 22.406   |
| Inchaden     | ?        | 21.542   |
| Massa        | ?        | 16.526   |
| Imi Mqourn   | ?        | 11.748   |
| Ait Milk     | ?        | 11.414   |
| Sidi Boushab | ?        | 10.438   |

Ben Slimane · Khouribga · Settat · El Jadida · Safi · Boulmane · Fez · Moulay Yacoub · Sefrou · Kénitra · Sidi Kacem · Casablanca · Médiouna · Mohammedia · Nouaceur · Assa-Zag · Guelmim · Tan-Tan · Tata · Boujdour · Es-Semara · Lâayoune · Al Haouz · Chichaoua · Essaouira · Kelâat Es-Sraghna · Marrakech · Al Ismaïlia · El Hajeb · Errachidia · Ifrane · Khénifra · Meknès · Berkane · Figuig · Jerada · Driouch · Nador · Oujda-Angad · Taourirt · Aousserd · Oued ed Dahab · Khémisset · Rabat · Salé · Skhirat-Témara · Agadir-Ida-Ou-Tanane · Inezgane-Aït Melloul · Chtouka-Aït Baha · Ouarzazate · Taroudant · Tiznit · Zagora · Azilal · Béni-Mellal · Chefchaouen · Fahs-Bni Mkada · Larache · Tanger-Asilah · Tétouan · Al Hoceima · Taounate · Taza